# Aloe hardyi
Aloe hardyi é uma espécie de liliopsida do gênero Aloe, pertencente à família Asphodelaceae.